# 滇緬短尾鼩
滇緬短尾鼩（學名：Blarinella wardi）被發現在中國和緬甸。其自然棲息地是亞熱帶或熱帶乾燥森林。